# Долинск (теплоход)
Долинск (теплоход) — советское научно-исследовательское судно, приспособленное для несения космической службы в океане. Одно из первых трёх судов космического флота. Успешно приняло телеметрическую информацию во время полета Юрия Гагарина.
Переоборудовано из грузового теплохода в 1960 году, а с 1975 года снова стало использоваться в этом качестве.

## История
В конце 1950-х проявилась острая необходимость в создании плавучих измерительных пунктов. В задачи специализированных судов входили поддержка радиосвязи с экипажами космических кораблей, выполнение наблюдения и управление космическими аппаратами. По расчетам баллистиков, из 15-16 суточных полетов спутника вокруг Земли вне видимости остаются 6. Были арендованы суда Министерства морского флота — «Ворошилов» (с 1962 г. «Ильичёвск»), «Краснодар» и «Долинск» .

### В качестве научно-исследовательского судна
В первый рейс «Долинск» вышел 30 августа 1960 года и прибыл вместе с двумя другими кораблями в Атлантический океан в пункт для проведения сеансов связи с космическим объектом.
12 февраля 1961 года приняло первую телеметрическую информацию с советской межпланетной станции Венера-1.
В связи с подготовкой к первому полету человека в космос было принято решение о размещении трех корабельных измерительных пунктов в Атлантическом океане и трех корабельных измерительных пунктов в Тихом.
Корабли «Ворошилов», «Краснодар» и «Долинск» провели работу с космическими кораблями серии «Восток», предшествовавшими Востоку-1.
12 апреля 1961 года они успешно приняли телеметрическую информацию о работе бортовых систем космического корабля «Восток» и научную информацию о жизнедеятельности космонавта.
«Долинск» успешно обеспечивал получение научных сведений и контроль за полетом космического корабля «Восток-2», автоматических станций для облета и фотографирования Луны и др. Он осуществлял свои функции в качестве подвижного измерительного пункта дольше, чем «Ворошилов» и «Краснодар». В 1975 году «Долинск» был возвращен Балтийскому пароходству и после демонтажа экспедиционного оборудования стал вновь использоваться как грузовое судно.